# Шакья

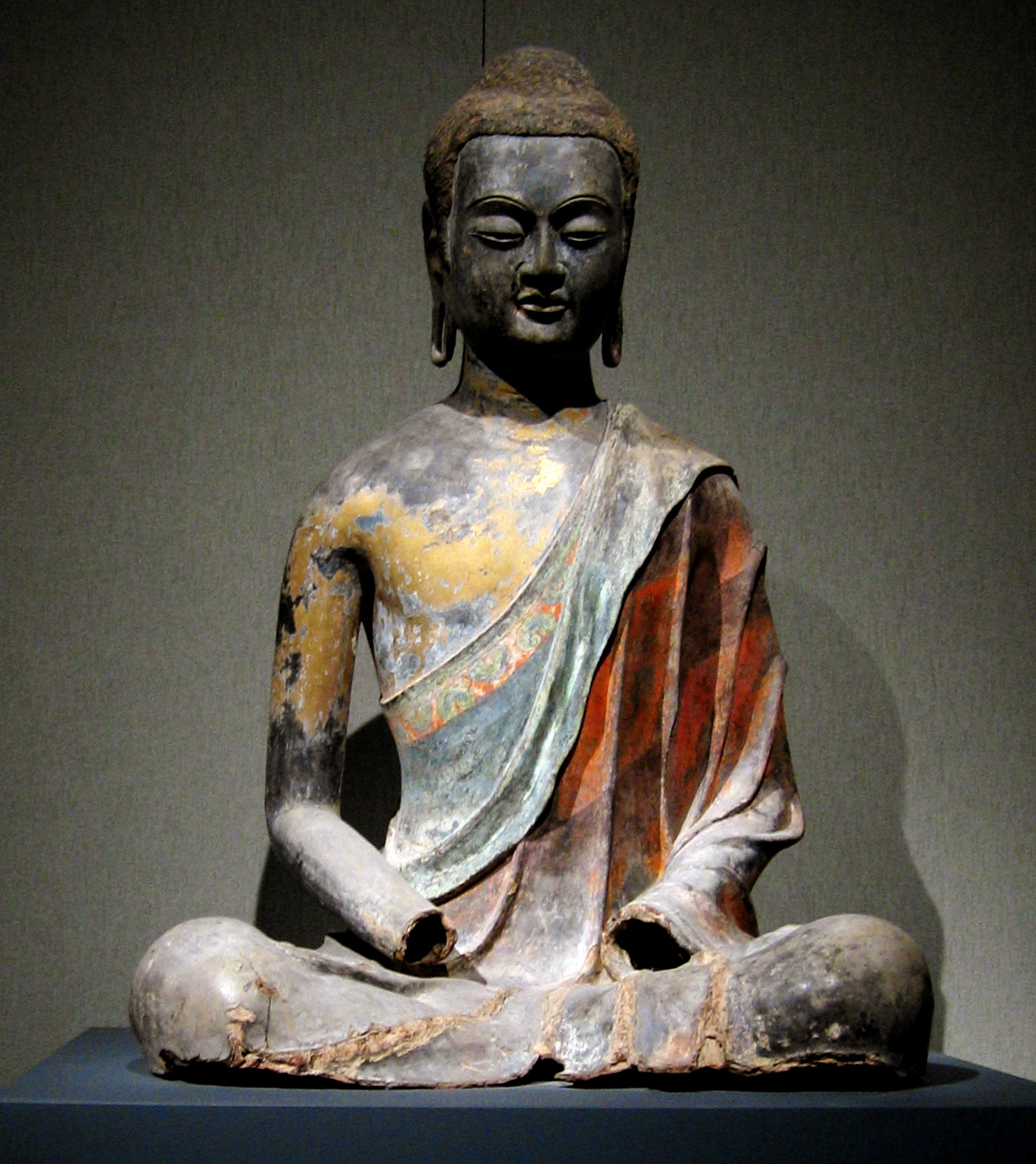
Будда Шакьямуни, самый известный Шакья. Китайская статуя времён Тан, Хэбэй

Ша́кья (санскр. Śākya, пали Sākiya) — народность в предгорье Гималаев в Индии железного века. В буддистских текстах Шакья упоминались как кшатрийский род. Шакья сформировали независимое царство в предгорьях Гималаев со столицей в городе Капилавасту (ныне территория Непала).
Известнейшим из рода Шакья был Будда Шакьямуни (Гаутама Будда), член рода Гаутама (пали: Gotama), который стал известен как Шакьямуни (пали: IAST: Sākiyamuni), «мудрец из рода Шакья».

## Этимология
Согласно традиционной точке зрения, название рода происходит от санскр. śakya «способный, умелый» .
Некоторые современные учёные (Майкл Витцель, Кристофер Беквит) утверждают, что по происхождению Шакьи были скифами из Центральной Азии или Ирана, известными в Индии как саки. Скифы были частью армии Ахеменидов при завоевании долины Инда с VI века до нашей эры. Также известно, что индо-скифы появились в Южной Азии позже, в период Среднего царства, примерно со II века до нашей эры до IV века нашей эры.

## История

### По сведениям буддийских текстов
Шакья указаны (в связи с рождением около VI века до н. э. будущего Гаутамы Будды) как часть рода Адчича («солнечный род») и как потомки легендарного царя Икшваку.
Жил когда-то царь IAST: Шакья, один из солнечного рода, его имя было Шуддходана. Он был чист в поведении и любим шакьями, как осенняя луна. У него была жена великолепная, красивая, милостивая, по имени Великая Майя, названная так за сходство с богиней Майей.
              — Буддхачарита Ашвагхоша (санск. Aśvaghoṣa), I.1-2

### Аннексия Кошалой
IAST: Viḍūḍabha, сын Пасенади и IAST: Васавакхаттья, дочери IAST: Śākya IAST: Маханама рабыни, взошёл на трон Кошала, свергнув отца. Желая отомстить Шакьям за своего отца, который вступил в брак с дочерью рабыни, Видудабха вторгся на IAST: Śākya земли, разгромил и захватил их.

## Мифическая родословная Шакья по сведениямСиней Летописи[11]
Согласно Синей Летописи Шакья обратились к Будде с вопросом о происхождении шакья. Будда не стал отвечать, чтобы его речь не сочли самовосхвалением, но попросил Маудгальяяна рассказать историю Шакья. Маудгальяяна вошёл в транс и узрел всю историю Шакья, которую и поведал: 

Во время завершения предыдущей кальпы живые существа переродились Богами ограниченного сияния (тиб. od chung).
- 1. Махасаммата (Манпё Курва) был первым царём. При нём люди стали «одушевлёнными» (саттва). Его сын:
  2. Роча. Люди стали называться «пришедшие» (агаччха). Его сын:
  3. Кальяна. Люди назывались «запятнанные» (пришата). Его сын:
  4. Варакальяна. Люди стали называться «облачношеие» (мегхагрива). Его сын:
  5. Упошадхи (Сочжонраг). Люди стали называться «пальмоногие» (таладжангха). Из его головы родился:
  6. Мандхатри (Наленну). Люди стали известны как «умом рождённые» (манава).

Человеческая жизнь в эту эру длилась 1030 лет (то есть 1 000 000 000 000 000 000 000 000 000 000). 

Из бедра Мандхатри родился:
- 1. Чара (чакраватин Дзэпа). Правил 4 континентами. Из его бедра родился:
  2. Упачару (чакраватин Ньедзэ). Правил 3 континентами. Из его правой ноги родился:
  3. Чарумант (чакраватин Дзэдэн). Правил 2 континентами Из его левой ноги родился:
  4. Упачарумант. Правил 1 континентом.

Все они были великанами. 

Сын Упачаруманта:
- 1. Бхадра (Санпо). Его потомки:
  2. 30 царей. От последнего:
  3. Самантапрабха (Кюннэ Вёсэр). Его потомки:
  4. 100 царей в стране Потала (дудзин, чаще Патала) (Не путать с Потала). Последний из них Шатраджит (Дадул или Аримадама):
  5. 54 000 царей в стране Айодхья (Магги Мацугпа). Последний Виджая (Гьялвалэ Гьялва):
  6. 63 000 царей в царстве Варанас. Последний Душьянта (Сока):
  7. 84 000 царей в Капилавасту. Последний Брахмадатта (Цанчин):
  8. 32 000 царей в Хастинапуре. Последний Нагадатта (Ланпэчин):
  9. 5 000 царей в Такшашиле. Последний Ромапутрин (Бэлпучен):
  10. 32 000 царей в Ураша. Последний Нагнаджит (Ценпо-чедул):
  11. 32 000 царей в Аджита. Последний Каушика (Гьячин):
  12. 32 000 царей в Канькубджа. Последний Джаясена (Гьялдэ):
  13. 18 000 царей в Чампа. Последний Нагадэва (Люй-лха):
  14. 25 00 царей в Таламала/Талахара (Талэтен). Последний Нарадэва (Мии-лха):
  15. 12 000 царей в Рамали. Последний Самудрадэва (Гьяце-лха):
  16. 18 000 царей в Дантапур. Последний Сумати (Лодой Санпо):
  17. 25 царей в Раджагирих. Последний Маричи (Мунсэл):
  18. 20 000 царей в Варанас. Последний Махешварасена (Ванчуг Ченпой-дэ):
  19. 84 000 царей в Кушинагар. Последний Самудрасена (Гьяце-дэ):
  20. 1 000 царей в Патала. Последний Тапаскара (Катубчо):
  21. 84 000 царей в Кушинагар. Последний Дхаранимукха (Сэдон):
  22. 100 000 царей в Варанаси. Последний Михадэва (Лха-ченпо):
  23. 84 000 царей в Митхила. Последний Неми (Ними, Мухью):
  24. 49 царей. Последний Радхасара (Шинта Сава):
  25. 77 000 царей в Саманталока (Куннан). Последний Гнапати (Намхэ Дагпо), его сын
  26. Нагапала (Лукьон), его потомки:
  27. 100 царей в Варанаси. Последний Крикин , он практиковал в присутствии Кашьяпы и переродился на небе Тушита. Его сын:
  28. Суджата (Лэгкье), в его линии:
  29. 100 царей в Патала. Последний Карника (Навачэн), у него было два сына:

Бхарадваджа и Гаутама. 

Гаутама с ранних лет стремился к монашеской жизни. Он получил отцовское разрешение и посвящён в монахи мудрецом Аситой (Дог Накпо). Гаутаме тяжело было жить в лесу и он попросил разрешения Аситы поселиться на краю деревни.
Недалеко жил Мринала (Падме-Цалаг), он подарил куртизанке Бхадри (Санмо) одежду и украшения, рассчитывая на близость с ней. Но другой человек заплатил ей 500 пана, и она вступила с ним в связь, а к Мринале послала служанку с просьбой не приходить сейчас. А когда мужчина ушёл, она послала служанку сказать Мринале, чтобы он приходил. Мринала сказал: «То ты говоришь, что у тебя нет времени, то — что у тебя есть время!». Служанка, не любившая хозяйку, рассказала Мринале, что Бхадри приняла его подарки, но отдалась другому мужчине и теперь освободилась. Взбешённый Мринала велел позвать Бхадри в сад. Он обвинил её, и не слушая оправданий, убил мечом. Служанка закричала, в сад вбежали люди. Мринала испугался и побежал, а меч свой бросил у хижины Гаутамы.
Люди стали кричать на Гаутаму, а он отрицал их обвинения. Тогда его повели к местному царю, а он не стал разбираться и велел посадить Гаутаму на кол. Асита пришёл навестить Гаутаму, но нашёл его посаженным на кол, хотя ещё живым. Гаутама признался мудрецу, что не убивал, и в подтверждение его слов его кожа стала золотого цвета. Асита сказал, что по учению брахманов для хорошего перерождения необходимо потомство, а Гаутама всё жизнь был монахом, а теперь умирает на колу. Асита вызвал дождь и ветер, которые остудили тело Гаутамы и из него излилось две капли семени с кровью. Они чудесным образом превратились в два яйца и были нагреты солнцем, и из них вылупились дети. Асита нашёл их и понял, что это два мальчика. Он решил воспитать их, они стали известны как сурьявамша (ньимэньен) — солнечный народ. Имя Гаутамы стало их родовым именем, также их называли Ангираса (от тела Гаутамы) и Икшваку (из тростника).
Скоро Бхарадваджа умер, и советники стали искать Гаутаму. Они нашли Аситу, и он рассказал им всю историю Гаутамы, передал им его сыновей, и они стали царями.
- 1. Первый сын Гаутамы быстро умер и царём стал его брат:
  2. Икшваку, второй из близнецов, он правил в Патале и у него в роду было:
  3. 100 царей, последний Икшваку Вирудхака (Пагпа Кьепо) у него было 4 сына:
- Улкамукха (Кардадон),
- Каракарнака (Лагаа),
- Хастиниямса (Ланпочедул)
- Нупура (Кандубчен).

Вирудхака овдовел, но очень хотел вновь жениться, однако знал, что ни один царь не согласится на то, чтобы сын его дочери не имел прав на престол. Но один царь согласился отдать свою дочь Вирудхаке, если он пообещает, что её сын получит престол в обход братьев. Вирудхака женился, думая что вряд ли у них родится ребёнок, тем более сын. Но сын родился, и в знак обещания престола его назвали Раджьянанда (Гьялси-га). Брат его матери требовал исполнения клятвы и грозился войной. Министры Вирудхаки решили, что лучше старшим сыновьям быть изгнанными, чем воевать с грозным соседом. Они обманули братьев, и те нарушили царский приказ (играли на инструментах в неположенном месте). Вирудхака решил изгнать их, разрешив взять с собой всю свиту. С ними ушло почти всё население города. Братья ушли в предгорья Гималаев к реке Бхашратхи и поселились недалеко от мудреца Капилы (Сэркья). Они сдружились с мудрецом, но аскетическая жизнь крайне угнетала их. И мудрец сказал, что если линия кшатриев близка к концу, то они могут жениться на своих двоюродных сёстрах. У них родилось много детей.
Капиле надоел шум, производимый детьми, и он решил искать другое место для аскетизма, но братья сказали, что лучше они уйдут, чем он. Тогда мудрец водой из золотого жертвенного сосуда очертил основание города Капилавасту (Основанный Капилой, Сэркьеши). Скоро их роду там стало тесно и они получили видение, что надо переселиться и основать город Дэвадха. И поклялись, что будут довольствоваться одной женой, равной по положению, а не поступать, как Вирудхака.
Вирудхака узнал от советников обо всех приключениях своих сыновей и хотя разозлился, узнав о их браке с двоюродными сёстрами, но сказал, что они шакья — смелые. Вирудхака умер и ему наследовал:
- 1. Раджьянанда (Гьялси-га), но он умер без сыновей. Ему наследовали двоюродные братья:
  2. Улкамукха,
  3. Каракарнака,
  4. Хастиниямса
  5. Нупура, потом его сын:
  6. Васиштха, его сын:
  7. Гухи (Сакьим), в его линии:
  8. 55 000 царей в Капилавасту. Среди последних 12 упомянут Дашаратху (Шинта Чупа). Последний Дханухстхира (Шутэн), его сыновья:
- Симханада (Сэнгэда)
- Симхахану (Сэнгэдам) — он был лучшим лучником, и у него было 4 сына:
  - Шуддходана (Сэцан), его сыновья
    - Сиддхартха Гаутама — Будда, его сын
      - Рахула

    - Нанда

  - Шуклодана (Сэкар), его сыновья
    - Джина (Гьялва),
    - Раджабхадрика (Гьялпо Сандэн)

  - Дронадана (Тэвосэ), его сыновья:
    - Маханаман и
    - Ануруддха (Магагпа)

  - Амритодана (Дуйцисэ) его сыновья:
    - Ананда и
    - Дэвадатта

И дочери:
- - Шуддха (Цанма), её сын
    - Супрабуддха (Лэгпар-Рабсэл).

  - Шукла (Кармо), её сын
    - Малика (Тэнвачен)

  - Дрона(Тэвома), её сын
    - Сулабха (Санлэн)

  - Амрита (Дуйцима), её сын
    - Вайшалья (Гэмпэл).

На Рахуле линия Махасамматы завершилась. От него до Шуддходаны правило 1 121 514 царей. 

Это не единственная версия. В 'Jig-rten bzhag-pa (Локапраджняпти) было 155 149 царей, а в другом месте этого же произведения говорится о 834 534 царях.